# Luis Fabio Xammar
Luis Fabio Xammar Jurado, (Yanahuanca, 11 de mayo de 1911 - Antioquia, 17 de marzo de 1947) fue un escritor y poeta peruano, creador del movimiento "cholista" que fue una variante extrema del indigenismo literario. Fue un poeta que invocó en todo momento la vida rural; su poesía encierra ese amor al campo y a la vida.

## Biografía
Hijo de Antonio Xammar y Clotilde Jurado. Nació en Yanahuanca, estudió en el Colegio de la Inmaculada de los jesuitas en Lima, de donde egresó en 1929. Luego ingresó a la Facultad de Letras de la Universidad Nacional Mayor de San Marcos y tras el receso universitario de 1932-1935 se pasó a la Facultad de Derecho de la Pontificia Universidad Católica del Perú. Luego continuó sus estudios literarios en la U. de San Marcos, graduándose de bachiller en 1938 y de doctor en letras en el mismo año. Ese año inició también su labor docente en su alma mater sanmarquina.
Fue cofundador de la Revista 3, en la que colaboró con diversos artículos (1939-1941). El 4 de mayo de 1939, publicó en la edición conmemorativa del centenario de El Comercio, el artículo: Voz para la leyenda de Abraham Valdelomar, el cual sería el primer capítulo de su libro: Valdelomar: signo (Sphinx 1940). En esta obra, Luis Fabio Xammar, incluye una extensa bibliografía de Abraham Valdelomar.
Como secretario general de la Biblioteca Nacional del Perú (1943-1946), contribuyó a acrecentar el acervo histórico y literario de dicha institución. En la Universidad Nacional de San Cristóbal de Huamanga, Ayacucho, se le hizo entrega de una colección de obras de muy alto valor literario, la cual puso a disposición de la Biblioteca Nacional del Perú.
Cuando viajaba a México al frente de una delegación universitaria sufrió un accidente aéreo, en las montañas de Antioquia, cerca de Medellín, Colombia, que ocasionó su muerte, cuando apenas contaba con 35 años de edad (17 de marzo de 1947).
En Huacho existe desde el año de su muerte, un gran Colegio Nacional que lleva su nombre (hoy Colegio Emblemático) y Augusto Tamayo Vargas publicó poco después, con el auspicio de la Universidad Mayor de San Marcos, unas breves reflexiones sobre el Maestro, tituladas "Acerca de Luis Fabio Xammar".

## Obras

### Poesía
- Pensativamente, (1932)
- Las voces armoniosas (1932)
- Wayno (1937)
- Alta niebla (1947)
- Poesía (1949) [Compilación póstuma]

### Ensayo
- Valores humanos en la obra de Leonidas Yerovi ,1938.
- Valdelomar: signo (1940)

Entre otros ensayos de crítica literaria.

## Opiniones de los críticos
Es un poeta límpido de perspectiva humana y de acento esperanzador. Perteneció a la "Generación Palabra", la suya es una voz que se acentúa entre los escritores que se inician a partir de la década de los años 30. Xammar se distingue de sus compañeros por el efecto melancólico conceptuado en la vida intensa, en el rumbo viril y tierno del huayno, y en la propia vida cálida del poeta. Creemos que la obra en verso de Xammar no ha sido aún estudiado como se debiera.
César Toro Montalvo

Con Abraham Arias Larreta y José Varallanos, comparte la representación del cholismo poético. Se caracteriza por su gracia, fineza y ternura incomparables
Antenor Samaniego

En pocos autores es tan visible la evolución formal. Su verso avanza desde el consabido tono elegíaco de sus primeros libros a la busca intensa y cromática de la belleza vernácula, según se ve en Huayno. Después ensaya en la gravedad metafísica en Niebla; el verso se hace cada vez más austero, más depurado…
Al publicarse sus Obras completas (de las  que solo aparecieron dos volúmenes), se comprueba en Huayno un nuevo sentido del folclor indio. Son canciones alegres, tiernas, reelaboradas estéticamente, como debe ser. Niebla nos ofrece ejemplos de una lírica llena de austeridad y de trascendencia, aunque el lenguaje carezca de la pureza de José A. Hernández, Arturo Jiménez Borja y José Alvarado Sánchez. Xammar, dedicado fundamentalmente a la docencia, que tanto absorbe, no tuvo tiempo para consagrarse a la tarea de depurar su estilo.
Luis Alberto Sánchez, 1975.

## Wayno
Tus labios eran breves y sencillos

casi como una flor; casi como una

mentira pronunciada sin sentido.

Venías matinal entre naranjas

sin saborear aún; entre mazorcas

crujiendo sus frescuras sorprendidas.

Ah, tus manos en flor como violetas,
 
mudas de sol, en su color extraño.

Violetas de azafrán, de los jardines

crecidos entre el río y los duraznos.

Yo recuerdo la letra de ese huayno
 
del cardo santo, sobre la pradera,
 
flotando ante tus labios como nube
 
venida de las altas cordilleras.

Llegabas silenciosa por la chacra

sin doblegar la luz de las espigas;

sobre tus brazos, alta tu sonrisa

era un rústico ramo de alegrías.

Y entonces todo el campo se encendía
 
del júbilo de arar sobre la tierra.

Y querías cantar. Y tus palabras

gustaban como chicha en el sembrío.